# جائزة روبرت بريسون
جائزة روبرت بريسون (بالفرنسية: Prix Robert-Bresson)‏ هي جائزة سينمائية تٌسلم من طرف المجتمع السينمائي لكاتب سيناريو معين وذلك في مهرجان البندقية السينمائي. تخص هذه الجائزة كتاب السيناريو الذين يتميزون بكتابة فيلم هادف، يهتم بالبحث في مناحي الحياة.
يعود اسم هذه الجائزة للمخرج السينمائي الفرنسي روبرت بريسون (1901 - 1999)، وابتداء من سنة 2010 أصبحت الجائزة تٌنظم وتدون من طرف آندريا كانياتي في الكتاب الذي يحمل عنوان «هوب» (بالإنجليزية: Hope)‏.

## الفائزون
- 2000: جيوزبي تورنتوري
- 2001: ثيودوروس انجيلوبولوس
- 2002: فيم فيندرز
- 2003: كريستوسف زانوسي
- 2004: مانويل دي أوليفيرا
- 2005: جيزي ستوهر
- 2006: زهاغ يوان
- 2007: ألكسندر سوكوروف
- 2008: دانيال بورمان
- 2009: والتر سالس
- 2010: محمد الصالح هارون
- 2011: فريريس داردين
- 2012: كين لوتش[2]
- 2013: عاموس غيتاي[3]
- 2014: كارلو فيردونا[4]
- 2015: محسن مخملباف
- 2016: أندريا كونتشالوفسكي
- 2017: